# Stopplaats Oosterwijtwerd
Stopplaats Oosterwijtwerd (telegrafische code: owd) is een voormalig stopplaats aan de spoorlijn Groningen - Delfzijl, destijds aangelegd door de Staat der Nederlanden. De stopplaats lag ten zuidwesten van Oosterwijtwerd en ten noorden van het gehucht Eekwerd. Aan de spoorlijn werd de stopplaats voorafgegaan door stopplaats Eenum en gevolgd door stopplaats Tjamsweer. Stopplaats Oosterwijtwerd werd geopend op 15 juni 1884. Wanneer de stopplaats gesloten is, is niet bekend, maar wordt bijvoorbeeld nog wel genoemd op de kadastrale kaart van 1922 en in de vertrekstaten van 1929. Bij de stopplaats was een dubbel baanwachterswoning aanwezig met het nummer 30. Bij de oorspronkelijke plannen zou de stopplaats stopplaats 't Zandt heten, genoemd naar 't Zandt en stopplaats Tjamsweer de naam Oosterwijtwerd krijgen. Dit werd echter voor de opening nog aangepast.
0,0: Groningen ·
Kostverloren ·
3,9: Groningen Noord ·
Adorp ·
10,9: Sauwerd ·
Wolddijk ·
15,1: Bedum ·
18: Middelstum ·
21,9: Stedum ·
25,9: Loppersum ·
Eenum ·
Oosterwijtwerd ·
Tjamsweer ·
33,6: Appingedam ·
36: Uitwierde ·
36,3: Delfzijl West ·
37,9: Delfzijl
Appingedam · 
Bad Nieuweschans ·
Baflo · 
Bedum · 
Delfzijl · 
-West · 
Eemshaven ·
Grijpskerk · 
Groningen · 
-Europapark ·
-Noord ·
Haren · 
Hoogezand-Sappemeer · 
Kropswolde · 
Loppersum · 
Martenshoek · 
Roodeschool · 
Sauwerd · 
Scheemda · 
Stedum · 
Uithuizen · 
Uithuizermeeden · 
Usquert · 
Veendam · 
Warffum · 
Winschoten · 
Winsum · 
Zuidbroek · 
Zuidhorn
Voormalige stations: zie de lijst van voormalige spoorwegstations in Groningen